# Vårfrukyrkan i Victoria
Vårfrukyrkan i Victoria (portugisiska: Igreja da Nossa Senhora da Victoria) ligger nära floden Kwanza i Massanganu, i provinsen Cuanza Norte, Angola.

## Världsarvsstatus
Kyrkan sattes upp på Angolas förhandslista (tentativa lista) över planerade världsarvsnomineringar den 22 november 1996.